# Ащегуль
Ащегу́ль (рос. Ащегуль) — село у складі Михайловського району Алтайського краю, Росія. Адміністративний центр та єдиний населений пункт Ащегульської сільської ради.
Стара назва — Ащигуль.

## Населення
Населення — 424 особи (2010; 642 у 2002).
Національний склад (станом на 2002 рік):
- росіяни — 87 %